# Cyrtopodium minutum
Cyrtopodium minutum är en orkidéart som beskrevs av Lou Christian Menezes. Cyrtopodium minutum ingår i släktet Cyrtopodium, och familjen orkidéer. Inga underarter finns listade i Catalogue of Life.